# Delias meeki
Delias meeki é uma borboleta da família Pieridae . Ela existe em sete subespécies em Papua Ocidental e Papua . O nome específico comemora o naturalista inglês Albert Stewart Meek, que colectou o tipo de série em maio de 1903 em Owgarra, ao norte do rio Aroa, em Papua Nova Guiné . Forma um grupo de espécies com a espécie simpátrica Delias niepelti.

## Subespécies
- Delias meeki meeki
- Delias meeki albimarginata Talbot, 1929
- Delias meeki arfakensis Joicey e Talbot, 1922
- Delias meeki hypochrysis Roepke, 1955
- Delias meeki hypoxantha Roepke, 1955
- Delias meeki neagra Jordânia, 1911
- Delias meeki septentrionalis Rothschild, 1924